# F4 (Cambio de régimen)
F4  Clave que se utiliza para la operación virtual conocida como cambio de régimen, utilizada comúnmente en el ámbito del comercio internacional con México. Esta es utilizada para cambiar un pedimento con régimen temporal a definitivo, ya sea importación o exportación.

## Historia
El pedimento F4 fue utilizado por primera vez en el año de 1998, en el ámbito del comercio mexicano, esto debido a que es una clave que solo utiliza la exportación e importación mexicana y consiste en cambiar el régimen de una operación para evitar el pago de una multa por excedencia de tiempo.
Esta operación solo puede realizarse en el caso de que la mercancía importada, con motivo de una trasformación, elaboración o reparación, aún no tenga vencido el plazo que se le dio para su retorno al extranjero. Lo anterior por motivo de que la mercancía al entrar o salir del país, no paga impuestos y se le aplica un plazo de permanencia temporal, determinado por el tipo de mercancía que esta sea. Lo anterior para que la empresa la retorne y pague los impuestos de forma definitiva, impuestos que había evitado en la entrada de dicha mercancía al territorio nacional.

## Pedimento
El pedimento aduanal es un comprobante fiscal que sirve para demostrar que se han pagado todas las contribuciones ante el SAT por la entrada/salida de las mercancías de comercio exterior hacia o desde el territorio nacional mexicano.
El pedimento comprueba la estancia legal de las mercancías que fueron importadas. En este documento se asientan datos como: nombre del importador, aduana de arribo de las mercancías, régimen aduanero, nombre del exportador (proveedor), país de origen de las mercancías, fracciones arancelarias, cantidades y unidades de medida, número de bultos, factura(s) comerciale(s) que amparan a dichas mercancías, valor comercial de las mercancías, Incoterms, restricciones y regulaciones no arancelarias, entre otros datos más.
Según el apéndice 2 que contiene las claves de pedimento dentro del anexo 22 de las Reglas de Carácter General en Materia de Comercio Exterior para 2016, la clave de pedimento F4 se define como CAMBIO DE REGIMEN DE INSUMOS O DE MERCANCIA EXPORTADA TEMPORALMENTE, el cual es empleado en los siguientes supuestos:
- Importación temporal a definitiva de mercancía sujeta a transformación, elaboración o reparación por parte de empresas con Programa IMMEX antes del vencimiento del plazo para su retorno.

- Exportación temporal a definitiva virtual de mercancías, a que se refiere el artículo 114, primer párrafo de la Ley.

- Desperdicios de insumos importados o exportados temporalmente, de conformidad con los artículos 109 y 118 de la Ley, antes del vencimiento del plazo para su retorno.

- Importación temporal a definitiva de partes y componentes por la industria de autopartes certificada.

## Base Normativa
- Ley aduanera:[2] tercer párrafo de artículo 93,109,114,118.
- Reglamento de la ley aduanera, artículo 157.[3]
- Resolución miscelánea de comercio exterior: 109 DE LA L.A., 1.6.6., 1.6.8. de las RGCE.